# Friederike Pannewick
Friederike Pannewick (* 17. November 1966 in Erlangen) ist eine deutsche Arabistin und Hochschullehrerin. Sie lehrt als Professorin für Arabistik an der Philipps-Universität Marburg.

## Leben
Pannewick studierte Orientalistik, Arabistik und Turkologie an den Universitäten von Bamberg, an der Sorbonne, am Institut national des langues et civilisations orientales, Paris und an der Theaterakademie Damaskus. 1993 beendete sie ihr Studium mit einem Magisterabschluss in Arabistik und Turkologie an der Freien Universität Berlin. 2000 wurde sie ebenfalls in Berlin promoviert und arbeitete im Anschluss an verschiedenen Projekten mit. Zwischen 2005 und 2007 war sie als Associate Professor an der Universität Oslo tätig.
2007 erhielt Pannewick einen Ruf als Professorin für Arabistik an die Philipps-Universität Marburg am Centrum für Nah- und Mittelost-Studien (CNMS), wo sie seitdem tätig ist. Am 28. November 2008 hielt sie dort ihre Antrittsvorlesung. Im August 2010 lehnte sie einen Ruf an das Wissenschaftskolleg zu Berlin ab. Pannewick erhielt einen Gottfried-Wilhelm-Leibniz-Preis für 2012 zugesprochen. Von 2020 bis 2022 war sie Leiterin des CNMS. 2024 wurde Pannewick von Bundespräsident Frank-Walter Steinmeier in die Wissenschaftliche Kommission des Wissenschaftsrat berufen.

## Preise und Auszeichnungen
- 2012: Gottfried-Wilhelm-Leibniz-Preis

## Schriften
- Der andere Blick. Eine syrische Stimme zur Palästinafrage: Übersetzung und Analyse des Dramas ´Die Vergewaltigung´ von Sa´dallah Wannus in seinem interkulturellen Kontext. Klaus Schwarz Verlag, Berlin 1993, ISBN 3-87997-218-4.
- Das Wagnis Tradition. Arabische Wege der Theatralität. Reichert Verlag, Wiesbaden 2000, ISBN 3-89500-185-6 [= Dissertation].
- Opfer, Tod und Liebe. Visionen des Martyriums in der arabischen Literatur. Fink, München 2012, ISBN 978-3-7705-5345-7.